# Habbouche
Habbouche (arabe : حبوّش) est un village du caza de Nabatieh, au  Liban du Sud. Il se situe à 69 km de Beyrouth, à une altitude de 430 mètres.
Villes et villages limitrophes : El Kfour, Toule, Mazraet Kfar Jaouz, Nabatiyé Et Tahta, Zebdine, Deir Ez Zehrani, Dahr Jarba, Ech Charkiye.

## Éducation
- Lycée franco-libanais Habbouche-Nabatieh